# Дежа ви
Дежа ви (фр. déjà vu — већ виђено) или промнезија (грч. προμνησία — предсећање), често као погрешно „дежа ву”, снажан је утисак да је особа већ видела нешто што иначе види први пут.
Зигмунд Фројд је сматрао да је у питању парамнезија настала услед тога што нови утисак подсећа на неки ранији, заборављени, односно потиснути доживљај или фантазам.

## Врсте парамнезије
Постоје две врсте парамнезија који се разликују по својој врсти афекције: парамнезијама препознавања и парамнезијама сећања.

### Парамнезије препознавања
Међу парамнезијама препознавања описане су следеће:
- Капграс синдром.
- Фреголи синдром.
- Редупликативне пармнезије.

### Парамнезије сећања
Међу парамнезијама сећања описују се следеће:
- Већ виђено: је врста препознавања парамнезије, коју је описао Емиле Боирац (1917), као феномен који има сигурност да се сензорно искуство које се данас живи је искусан у прошлости.
- Жаме ви: ова појава се односи на то када особа има осећај да није у стању да препозна ситуацију, место, реч или особа упркос томе што други противурече томе да би то требало да буде познато или препознато.

### Парамнезије повезане са алкохолизмом
Прекомерна и / или хронична конзумација алкохола има последице недостатка тиамина / витамина Б1, што може довести до Корсаковљев синдром, проблем који узрокује оштећења памћења које карактерише конфабулација сећања врло сличан симптомима парамнезија. На пример: особа формира приче путем блиских подстицаја (слике, предмети, обележја људи, животиња) повезујући их и тако формирајући сећање које живи као стварно упркос томе што је изложено супротном.

## Симптоми
Симптоми који карактеришу парамнезију су:
- Конфабулација сећања (на пример: људи пријављују и чувају успомену на нешто што је производ заблуде и у шта особа која пати понекад чврсто верује).
- Лажна идентификација у заблуди (сопственог идентитета, ситуација, предмета и места).

## Занимљивости
На конкурсу за избор најбоље нове српске речи одржаном 2024. године у организацији сајта „Мала библиотека” из Лондона, на списку од 130 речи које су ушле у први ужи избор на основу суда стручног жирија, нашла се и кованица предложена као замена за туђицу „дежа ви” — реч „поновак”.